# Justicia sagraeana
Justicia sagraeana är en akantusväxtart som först beskrevs av Achille Richard, och fick sitt nu gällande namn av Brother Alain. Justicia sagraeana ingår i släktet Justicia och familjen akantusväxter. Inga underarter finns listade i Catalogue of Life.